# La tumba de Huma
La tumba de Huma (Dragons of Winter Night en el original inglés) es una novela de literatura fantástica escrita por Margaret Weis y Tracy Hickman que está basada en el juego de rol Dungeons & Dragons. Fue la segunda novela de la serie Dragonlance, publicada en 1985 y que a su vez es la segunda parte de la trilogía Crónicas de la Dragonlance, siendo las otras dos El retorno de los dragones, la primera parte, y La Reina de la Oscuridad, la tercera parte. Junto a la serie Leyendas de la Dragonlance, las Crónicas son consideradas habitualmente como las novelas principales del universo Dragonlance.
La trilogía de las Crónicas de la Dragonlance se creó porque los diseñadores del juego buscaban novelas que contasen el mundo que ellos estaban creando, algo a lo que TSR, Inc. sólo de mala gana estuvo de acuerdo.

## Argumento
La novela comienza con los compañeros reunidos en la ciudad enana más importante, Thorbardin, donde los refugiados de Pax Tharkas han presentado a los enanos el Mazo de Kharas, un legendario mazo de guerra manejado por el héroe enano Kharas, a cambio de refugio en la ciudad.
Los refugiados de Pax Tharkas, liberados de la tiranía del Señor de los Dragones Verminaard, no tienen lugar para reposar antes de encontrar un nuevo hogar temporal en Thorbardin, regido por los enanos. Los compañeros van a Tarsis, una ciudad marítima, para encontrar un hogar para los refugiados. Cuando llegan a la ciudad, quedan consternados al descubrir que su mapa, suministrado por el kender Tasslehoff Burrfoot es erróneo y que la ciudad no tiene costa. Mientras que los Compañeros se encuentran en Tarsis, la ciudad es destruida por dragones. Tanis el Semielfo, Riverwind, Goldmoon, Caramon, Raistlin y Tika Waylan son rescatados por Alhana Starbreeze, la princesa élfica, mientras Sturm Brightblade, Flint Fireforge, Tasslehoff Burrfoot, Gilthanas, Laurana y Elistan escapan con un pequeño grupo de Caballeros.
El grupo de Tanis va con Alhana a Silvanesti, la patria de los elfos antiguos. Allí encuentran que la ciudad ha sido devastada por una pesadilla que se manifiesta en la realidad. Esta pesadilla está producida accidentalmente por el rey Lorac, que falló cuando intentó utilizar uno de los orbes de dragón, un artefacto capaz de controlar dragones, con el fin de salvar a su patria. Los héroes que experimentan la "muerte" tendrán un final parecido al de la pesadilla. Los dos únicos miembros del grupo que sobreviven son Tanis, que vive a causa de su amor, y Raistlin, que vive a causa de su ambición. Finalmente, Raistlin derrota el dragón verde Cyan Bloodbane, que ha estado manipulando la pesadilla en la tierra, y el grupo despierta del sueño. Los Compañeros siguen vivos, por supuesto, ya que el sueño no tiene efectos físicos sobre ellos, pero les asusta mucho. Se las arreglan para recuperar el Orbe de los Dragones. Después de hacerlo, Lorac muere.
Después de eso la atención se desplaza al grupo de Sturm. Se pone en manifiesto que han ido al Muro de Hielo, ubicado en el extremo sur. Allí matan al Señor de los Dragones que estaba a cargo de los dragones blancos, y al matarlo se apoderan de su Orbe de los Dragones. Dos de los Caballeros del grupo mueren durante la batalla. A medida que se alejan, un dragón blanco les persigue y hunde su barco para luego ser dragón rechazado. Los héroes quedan atrapados al sur de Ergoth, una isla habitada por los elfos nativos del oeste, los elfos salvajes. Se reúnen con una elfa Kalanesti, Silvara, quien se enamora de Gilthanas.
Son recibidos luego por elfos Qualinesti que los llevan a Qualinori, la ciudad que han construido en la selva. Los héroes allí se ven obligados a huir para escapar de la pelea relacionada con el Orbe de los Dragones, y viajan a la tumba del legendario héroe Huma Dragonbane, donde se encuentran al enigmático y torpe Fizban (dado por muerto en El Retorno de los Dragones). Silvara revela el gran secreto que es un dragón de plata, y se compromete a ayudar a la parte en la creación de las Dragonlances, que serán necesario para invertir la balanza en contra del ejército de los dragones.
La novela se vuelve a centrar en el grupo de Tanis, en la ciudad de Port Balifor. Formaron un espectáculo para recaudar fondos, que gira en torno Raistlin. Una vez que reúnen el dinero suficiente, se van de la ciudad. Durante el camino, Raistlin intenta dominar el poder del Orbe de los Dragones. Posteriormente, el grupo de Sturm, llega a la isla Sancrist, al noroeste de su antigua posición, para dar el Orbe de los Dragones a los caballeros de Solamnia. Allí, se celebra un consejo para aclarar la deshonra entablada contra Sturm. Finalmente es nombrado Caballero de Solamnia completo en la Orden de la Corona. También es nombrado comandante de los caballeros de la Corona en la Torre de la del Sumo Sacerdote. Después de los acontecimientos, se celebró otro consejo. Durante ese consejo, Tasslehoff se cansa de las discusiones y destruye el Orbe de los Dragones. Theros Ironfeld interviene y rompe en dos la Whitestone, una piedra sagrada gigante, utilizando la Dragonlance que ha forjado. Laurana va a Palanthas y a la Torre del Sumo Sacerdote. Se entrena con los caballeros para saber usar las Dragonlances.
El grupo de Tanis se aloja en un hostal en la ciudad de Flotsam. Tanis y Caramon, para mezclarse en el ejército de los dragones, roban la armadura de dos oficiales enemigos. Como Tanis deambula por las calles con esta armadura, es atacado por un elfo. Sin embargo, Kitiara, una mujer a quien ama Tanis, lo salva en el último minuto, y le dice que ella se ha convertido en una Señora de los Dragones, y que es la líder de los dragones azules.
Mientras tanto, los caballeros de Solamnia (junto a Laurana, Flint y Tasslehoff) fortalecen la Torre del Sumo Sacerdote. Derek, al mando de los Caballeros de la Rosa, libra un ataque suicida combinado con los Caballeros de la Rosa y los Caballeros de la Espada. Sturm y los Caballeros de la Corona se quedan en la torre. Una decisión inteligente, ya que los otros caballeros son completamente destruidos. Laurana idea un plan para utilizar las instalaciones diseñadas para matar dragones que encuentran dentro de la torre. Para ganar tiempo, Sturm se queda atrás para entretener a los dragones durante tanto tiempo como sea posible. La defensa de Sturm dura poco tiempo ya que Kitiara lo derrota atravesándolo con su lanza después de un breve combate. Laurana activa las instalaciones, encuentra el acceso a un tercer Orbe de los Dragones dentro de la Torre, que atrae a dos dragones azules dentro de las trampas. Una vez dentro, los dragones se encuentran atrapados y los Caballeros los matan utilizando sus Dragonlances. Después, Laurana cierra los ojos de Sturm. Sturm es enterrado en las cámaras de debajo de la Torre, honrado por todos los sobrevivientes.

## Personajes
- Tanis Semielfo líder del grupo de compañeros.
- Sturm Brightblade escudero de los caballeros de Solamnia y hombre profundamente honrado.
- Goldmoon la hija del jefe de la tribu de Que-Shu y la primera verdadera clériga del bien desde el cataclismo.
- Riverwind guardaespaldas y amor de Goldmoon.
- Caramon Majere enorme, musculoso, de pensamiento lento, con un gran afecto por su hermano.
- Raistlin Majere sarcástico, cínico, mago de Túnica Roja, hermano de Caramon.
- Flint Fireforge enano de edad avanzada, viejo amigo de Tanis.
- Tasslehoff Burrfoot genial e inocente kender.
- Laurana Kanan princesa elfa enamorada de Tanis.
- Tika Waylan camarera, belleza pelirroja.
- Gilthanas Kanan hermano de Laurana.
- Fizban enigmático y confuso.
- Elistan primer clérigo de Paladine.
- Kitiara Señora de los dragones, una de las principales antagonistas.
- Silvara dragona plateada enamorada de Gilthanas.

## Lista de Capítulos
Canción de los nueve héroes.
El Mazo.
Libro I
1. Los barcos de alas blancas. Esperanza más allá de las Praderas de Arena.
2. El señor y el dragón. Un viaje funesto.
3. Tarsis, la Bella.
4. ¡Arrestados! Separan a los héroes. Una despedida llena de presagios.
5. El tumulto. La desaparición de Tas. Alhana Starbreeze.
6. caballeros de Solamnia. Los anteojos de visión verdadera de Tasslehoff.
7. ... destinados a no volver a encontrarnos en este mundo.
8. Escapada de Tarsis. La historia de los Orbes de los Dragones.
9. Silvanesti. Entrada en un sueño.
10. Sueños de vigilia. Visiones del futuro.
11. Fin del sueño. Principio de la pesadilla.
12. Visiones compartidas. La muerte de Lorac.

Canción del Quebrantador de Hielo.
Libro II
1. El viaje desde el Muro de Hielo.
2. El dragón Blano. ¡Capurados!
3. El Orador de los Soles. La decisión de Laurana.
4. El Río de los Muertos. La leyenda del Dragón Plateado.
5. Silvara.
6. Persecución. Un plan desesperado.
7. Un viaje tenebroso.
8. La tumba de Huma.
9. El asombroso descubrimiento del kender.
10. El secreto de Silvara.

Libro III
1. El Hechicero Rojo y sus maravillosos trucos.
2. El juicio de lo caballeros de Solamnia.
3. El Orbe de los Dragones. El compromiso de Caramon.
4. En el castillo de Gunthar.
5. Los "gnomolanzaderas"
6. El consejo de la Piedra Blanca. Un personaje importante.
7. Un viaje inesperado
8. El Perechon. Recuerdos de antaño.
9. Tanis capturado.
10. La Torre del Sumo Sacerdote. La Orden de los Caballeros.
11. La curiosidad de un kender. Los caballeros atacan.
12. Muerte en el llano. El descubrimiento de Tasslehoff
13. Sale el sol. Desciende la tiniebla.
14. El Orbe de los Dragones. Las Dragonlances.
15. El funeral.

Elegía al caballero Sturm Brightblade.

## Otros datos
La tumba de Huma es importante para el mundo de Dragonlance ya que es parte del inicio de la saga. Sale del esquema original del juego, basándose en los acontecimientos sucedidos en la primera novela. Sigue con los personajes más importantes, los Héroes de la Lanza. Según las creadoras, la trilogía de las Crónicas de la Dragonlance, es fundamental para la fundación del resto de novelas.
En una entrevista de Wizards of the Coast declararon que Tracy Hickman y Margaret Weis hacen un buen equipo porque Hickman es mejor para escribir sobre personajes buenos, y que Weis es mejor para escribir sobre personajes oscuros, ella manifesto su amor a Raistlin. La tumba de Huma es la segunda novela escrita por Margaret Weis y Tracy Hickman.

## Ediciones

### Castellano
- Weis, Margaret; Hickman, Tracy. La tumba de Huma (Bolsillo edición). España: Timun Mas. p. 448. ISBN 84-7722-889-2.
- Weis, Margaret; Hickman, Tracy. La tumba de Huma (Cartón edición). España: Timun Mas. p. 447. ISBN 84-480-3261-6.
- Weis, Margaret; Hickman, Tracy (2005). La tumba de Huma (Cartón edición). España: Planeta-De Agostini. p. 447. ISBN 84-674-1953-9.

### Inglés
- Weis, Margaret; Hickman, Tracy (1985). Dragons of Winter Night (Paperback edición). United State: TSR. p. 447. ISBN 0-88038-174-4.
- Weis, Margaret; Hickman, Tracy (2000). Dragons of Winter Night (Paperback edición). United State: Wizards and the Coast. p. 447. ISBN 0-7869-1609-5.
- Weis, Margaret; Hickman, Tracy (2002). The Annotated Chronicles (Hardcover edición). United State: Wizards and the Coast. p. 447. ISBN 0-7869-1526-9.
- Weis, Margaret; Hickman, Tracy (2003). Dragons of Winter Night (Paperback edición). United State: Wizards and the Coast. p. 447. ISBN 0-7869-3067-5.